# Pandemia de COVID-19 en Yucatán
La pandemia de enfermedad por coronavirus en el estado de Yucatán, en México, es parte de la pandemia de enfermedad por COVID-19 causada por el virus SARS-CoV-2. La pandemia de COVID-19 llegó al país el 27 de febrero de 2020 e inició en la Ciudad de México. El primer caso confirmado en Yucatán se registró en el municipio de Mérida el 13 de marzo de 2020 en una mujer de 57 años que había regresado de España. El 3 de abril de 2020 se registraron los primeros fallecidos en el estado; un hombre de 36 años de edad que padecía de obesidad y un extranjero de 70 años a quien se le había permitido desembarcar del crucero Marella Explorer II cinco días antes.
En la actualidad las cifras de los  últimos registros son favorables acerca del impacto del COVID-19 a la sociedad de Yucatán. En junio de 2023 han sido registrados  04 hospitalizados, 138.499 recuperados, 401 contagios, 01 fallecido.

## Antecedentes
En diciembre de 2019, la Organización Mundial de la Salud dio a conocer la existencia de la enfermedad infecciosa COVID-19, ocasionada por el virus SARS-CoV-2, tras suscitarse un brote en la ciudad de Wuhan, China. El 28 de febrero de 2020, se confirmaron los primeros casos en México: un italiano de 35 años de edad, residente de la Ciudad de México, y un ciudadano del estado de Hidalgo que se encontraba en el estado de Sinaloa. El ciudadano hidalguense originario de Tizayuca, permaneció cerca de 12 días aislado en un hotel en Culiacán, Sinaloa. Contagiándose después de un viaje a Italia del 16 al 21 de febrero. El 11 de marzo esta persona regreso a Hidalgo, fue sometido a las pruebas de control, por lo que se le declaró libre de la enfermedad.

## Cronología
| Casos de COVID-19 en Yucatán Muertes Casos activos marabrmayjunjulagoÚltimos 15 días | Casos de COVID-19 en Yucatán Muertes Casos activos marabrmayjunjulagoÚltimos 15 días | Casos de COVID-19 en Yucatán Muertes Casos activos marabrmayjunjulagoÚltimos 15 días | Casos de COVID-19 en Yucatán Muertes Casos activos marabrmayjunjulagoÚltimos 15 días | Casos de COVID-19 en Yucatán Muertes Casos activos marabrmayjunjulagoÚltimos 15 días |
| --- | ------------------------------------------------------------------------------------ | ------------------------------------------------------------------------------------ | ------------------------------------------------------------------------------------ | ------------------------------------------------------------------------------------ |
| Fecha | Fecha                                                                                |                                                                                      | N.º de casos                                                                         | N.º de muertes                                                                       |
| 13-03-2020 | 13-03-2020                                                                           |                                                                                      | 1(—)                                                                                 |                                                                                      |
| 14-03-2020 | 14-03-2020                                                                           |                                                                                      | 1(=)                                                                                 |                                                                                      |
| 15-03-2020 | 15-03-2020                                                                           |                                                                                      | 1(=)                                                                                 |                                                                                      |
| 16-03-2020 | 16-03-2020                                                                           |                                                                                      | 4(+300%)                                                                             |                                                                                      |
| 17-03-2020 | 17-03-2020                                                                           |                                                                                      | 4(=)                                                                                 |                                                                                      |
| 18-03-2020 | 18-03-2020                                                                           |                                                                                      | 8(+100%)                                                                             |                                                                                      |
| 19-03-2020 | 19-03-2020                                                                           |                                                                                      | 13(+62%)                                                                             |                                                                                      |
| 20-03-2020 | 20-03-2020                                                                           |                                                                                      | 13(=)                                                                                |                                                                                      |
| 21-03-2020 | 21-03-2020                                                                           |                                                                                      | 17(+31%)                                                                             |                                                                                      |
| 22-03-2020 | 22-03-2020                                                                           |                                                                                      | 19(+12%)                                                                             |                                                                                      |
| 23-03-2020 | 23-03-2020                                                                           |                                                                                      | 19(=)                                                                                |                                                                                      |
| 24-03-2020 | 24-03-2020                                                                           |                                                                                      | 24(+26%)                                                                             |                                                                                      |
| 25-03-2020 | 25-03-2020                                                                           |                                                                                      | 29(+21%)                                                                             |                                                                                      |
| 26-03-2020 | 26-03-2020                                                                           |                                                                                      | 32(+10%)                                                                             |                                                                                      |
| 27-03-2020 | 27-03-2020                                                                           |                                                                                      | 36(+12%)                                                                             |                                                                                      |
| 28-03-2020 | 28-03-2020                                                                           |                                                                                      | 39(+8,3%)                                                                            |                                                                                      |
| 29-03-2020 | 29-03-2020                                                                           |                                                                                      | 41(+5,1%)                                                                            |                                                                                      |
| 30-03-2020 | 30-03-2020                                                                           |                                                                                      | 46(+12%)                                                                             |                                                                                      |
| 31-03-2020 | 31-03-2020                                                                           |                                                                                      | 50(+8,7%)                                                                            |                                                                                      |
| 01-04-2020 | 01-04-2020                                                                           |                                                                                      | 53(+6%)                                                                              |                                                                                      |
| 02-04-2020 | 02-04-2020                                                                           |                                                                                      | 54(+1,9%)                                                                            |                                                                                      |
| 03-04-2020 | 03-04-2020                                                                           |                                                                                      | 61(+13%)                                                                             | 1(—)                                                                                 |
| 04-04-2020 | 04-04-2020                                                                           |                                                                                      | 63(+3,3%)                                                                            | 1(=)                                                                                 |
| 05-04-2020 | 05-04-2020                                                                           |                                                                                      | 68(+7,9%)                                                                            | 2(+100%)                                                                             |
| 06-04-2020 | 06-04-2020                                                                           |                                                                                      | 75(+10%)                                                                             | 3(+50%)                                                                              |
| 07-04-2020 | 07-04-2020                                                                           |                                                                                      | 78(+4%)                                                                              | 4(+33%)                                                                              |
| 08-04-2020 | 08-04-2020                                                                           |                                                                                      | 83(+6,4%)                                                                            | 4(=)                                                                                 |
| 09-04-2020 | 09-04-2020                                                                           |                                                                                      | 91(+9,6%)                                                                            | 5(+25%)                                                                              |
| 10-04-2020 | 10-04-2020                                                                           |                                                                                      | 93(+2,2%)                                                                            | 6(+20%)                                                                              |
| 11-04-2020 | 11-04-2020                                                                           |                                                                                      | 106(+14%)                                                                            | 7(+17%)                                                                              |
| 12-04-2020 | 12-04-2020                                                                           |                                                                                      | 108(+1,9%)                                                                           | 8(+14%)                                                                              |
| 13-04-2020 | 13-04-2020                                                                           |                                                                                      | 117(+8,3%)                                                                           | 8(=)                                                                                 |
| 14-04-2020 | 14-04-2020                                                                           |                                                                                      | 120(+2,6%)                                                                           | 9(+12%)                                                                              |
| 15-04-2020 | 15-04-2020                                                                           |                                                                                      | 133(+11%)                                                                            | 10(+11%)                                                                             |
| 16-04-2020 | 16-04-2020                                                                           |                                                                                      | 137(+3%)                                                                             | 10(=)                                                                                |
| 17-04-2020 | 17-04-2020                                                                           |                                                                                      | 146(+6,6%)                                                                           | 10(=)                                                                                |
| 18-04-2020 | 18-04-2020                                                                           |                                                                                      | 179(+23%)                                                                            | 12(+20%)                                                                             |
| 19-04-2020 | 19-04-2020                                                                           |                                                                                      | 183(+2,2%)                                                                           | 14(+17%)                                                                             |
| 20-04-2020 | 20-04-2020                                                                           |                                                                                      | 199(+8,7%)                                                                           | 14(=)                                                                                |
| 21-04-2020 | 21-04-2020                                                                           |                                                                                      | 202(+1,5%)                                                                           | 15(+7,1%)                                                                            |
| 22-04-2020 | 22-04-2020                                                                           |                                                                                      | 207(+2,5%)                                                                           | 17(+13%)                                                                             |
| 23-04-2020 | 23-04-2020                                                                           |                                                                                      | 242(+17%)                                                                            | 20(+18%)                                                                             |
| 24-04-2020 | 24-04-2020                                                                           |                                                                                      | 273(+13%)                                                                            | 23(+15%)                                                                             |
| 25-04-2020 | 25-04-2020                                                                           |                                                                                      | 309(+13%)                                                                            | 25(+8,7%)                                                                            |
| 26-04-2020 | 26-04-2020                                                                           |                                                                                      | 331(+7,1%)                                                                           | 29(+16%)                                                                             |
| 27-04-2020 | 27-04-2020                                                                           |                                                                                      | 361(+9,1%)                                                                           | 31(+6,9%)                                                                            |
| 28-04-2020 | 28-04-2020                                                                           |                                                                                      | 386(+6,9%)                                                                           | 32(+3,2%)                                                                            |
| 29-04-2020 | 29-04-2020                                                                           |                                                                                      | 411(+6,5%)                                                                           | 32(=)                                                                                |
| 30-04-2020 | 30-04-2020                                                                           |                                                                                      | 456(+11%)                                                                            | 35(+9,4%)                                                                            |
| 01-05-2020 | 01-05-2020                                                                           |                                                                                      | 497(+9%)                                                                             | 39(+11%)                                                                             |
| 02-05-2020 | 02-05-2020                                                                           |                                                                                      | 540(+8,7%)                                                                           | 41(+5,1%)                                                                            |
| 03-05-2020 | 03-05-2020                                                                           |                                                                                      | 595(+10%)                                                                            | 47(+15%)                                                                             |
| 04-05-2020 | 04-05-2020                                                                           |                                                                                      | 614(+3,2%)                                                                           | 49(+4,3%)                                                                            |
| 05-05-2020 | 05-05-2020                                                                           |                                                                                      | 656(+6,8%)                                                                           | 53(+8,2%)                                                                            |
| 06-05-2020 | 06-05-2020                                                                           |                                                                                      | 696(+6,1%)                                                                           | 57(+7,5%)                                                                            |
| 07-05-2020 | 07-05-2020                                                                           |                                                                                      | 735(+5,6%)                                                                           | 63(+11%)                                                                             |
| 08-05-2020 | 08-05-2020                                                                           |                                                                                      | 761(+3,5%)                                                                           | 66(+4,8%)                                                                            |
| 09-05-2020 | 09-05-2020                                                                           |                                                                                      | 798(+4,9%)                                                                           | 68(+3%)                                                                              |
| 10-05-2020 | 10-05-2020                                                                           |                                                                                      | 837(+4,9%)                                                                           | 69(+1,5%)                                                                            |
| 11-05-2020 | 11-05-2020                                                                           |                                                                                      | 856(+2,3%)                                                                           | 75(+8,7%)                                                                            |
| 12-05-2020 | 12-05-2020                                                                           |                                                                                      | 891(+4,1%)                                                                           | 80(+6,7%)                                                                            |
| 13-05-2020 | 13-05-2020                                                                           |                                                                                      | 932(+4,6%)                                                                           | 83(+3,8%)                                                                            |
| 14-05-2020 | 14-05-2020                                                                           |                                                                                      | 982(+5,4%)                                                                           | 92(+11%)                                                                             |
| 15-05-2020 | 15-05-2020                                                                           |                                                                                      | 1035(+5,4%)                                                                          | 101(+9,8%)                                                                           |
| 16-05-2020 | 16-05-2020                                                                           |                                                                                      | 1094(+5,7%)                                                                          | 102(+0,99%)                                                                          |
| 17-05-2020 | 17-05-2020                                                                           |                                                                                      | 1125(+2,8%)                                                                          | 105(+2,9%)                                                                           |
| 18-05-2020 | 18-05-2020                                                                           |                                                                                      | 1125(=)                                                                              | 105(=)                                                                               |
| 18-05-2020 | 18-05-2020                                                                           |                                                                                      | 1164(+3,5%)                                                                          | 110(+4,8%)                                                                           |
| 19-05-2020 | 19-05-2020                                                                           |                                                                                      | 1218(+4,6%)                                                                          | 116(+5,5%)                                                                           |
| 20-05-2020 | 20-05-2020                                                                           |                                                                                      | 1257(+3,2%)                                                                          | 122(+5,2%)                                                                           |
| 21-05-2020 | 21-05-2020                                                                           |                                                                                      | 1337(+6,4%)                                                                          | 133(+9%)                                                                             |
| 22-05-2020 | 22-05-2020                                                                           |                                                                                      | 1378(+3,1%)                                                                          | 139(+4,5%)                                                                           |
| 23-05-2020 | 23-05-2020                                                                           |                                                                                      | 1432(+3,9%)                                                                          | 146(+5%)                                                                             |
| 24-05-2020 | 24-05-2020                                                                           |                                                                                      | 1500(+4,7%)                                                                          | 151(+3,4%)                                                                           |
| 25-05-2020 | 25-05-2020                                                                           |                                                                                      | 1536(+2,4%)                                                                          | 153(+1,3%)                                                                           |
| 26-05-2020 | 26-05-2020                                                                           |                                                                                      | 1581(+2,9%)                                                                          | 162(+5,9%)                                                                           |
| 27-05-2020 | 27-05-2020                                                                           |                                                                                      | 1616(+2,2%)                                                                          | 170(+4,9%)                                                                           |
| 28-05-2020 | 28-05-2020                                                                           |                                                                                      | 1675(+3,7%)                                                                          | 181(+6,5%)                                                                           |
| 29-05-2020 | 29-05-2020                                                                           |                                                                                      | 1710(+2,1%)                                                                          | 192(+6,1%)                                                                           |
| 30-05-2020 | 30-05-2020                                                                           |                                                                                      | 1785(+4,4%)                                                                          | 201(+4,7%)                                                                           |
| 31-05-2020 | 31-05-2020                                                                           |                                                                                      | 1837(+2,9%)                                                                          | 208(+3,5%)                                                                           |
| 01-06-2020 | 01-06-2020                                                                           |                                                                                      | 1877(+2,2%)                                                                          | 216(+3,8%)                                                                           |
| 02-06-2020 | 02-06-2020                                                                           |                                                                                      | 1933(+3%)                                                                            | 223(+3,2%)                                                                           |
| 03-06-2020 | 03-06-2020                                                                           |                                                                                      | 1976(+2,2%)                                                                          | 234(+4,9%)                                                                           |
| 04-06-2020 | 04-06-2020                                                                           |                                                                                      | 2028(+2,6%)                                                                          | 240(+2,6%)                                                                           |
| 05-06-2020 | 05-06-2020                                                                           |                                                                                      | 2075(+2,3%)                                                                          | 245(+2,1%)                                                                           |
| 06-06-2020 | 06-06-2020                                                                           |                                                                                      | 2116(+2%)                                                                            | 250(+2%)                                                                             |
| 07-06-2020 | 07-06-2020                                                                           |                                                                                      | 2146(+1,4%)                                                                          | 253(+1,2%)                                                                           |
| 08-06-2020 | 08-06-2020                                                                           |                                                                                      | 2167(+0,98%)                                                                         | 258(+2%)                                                                             |
| 09-06-2020 | 09-06-2020                                                                           |                                                                                      | 2212(+2,1%)                                                                          | 270(+4,7%)                                                                           |
| 10-06-2020 | 10-06-2020                                                                           |                                                                                      | 2299(+3,9%)                                                                          | 276(+2,2%)                                                                           |
| 11-06-2020 | 11-06-2020                                                                           |                                                                                      | 2357(+2,5%)                                                                          | 282(+2,2%)                                                                           |
| 12-06-2020 | 12-06-2020                                                                           |                                                                                      | 2420(+2,7%)                                                                          | 289(+2,5%)                                                                           |
| 13-06-2020 | 13-06-2020                                                                           |                                                                                      | 2488(+2,8%)                                                                          | 297(+2,8%)                                                                           |
| 14-06-2020 | 14-06-2020                                                                           |                                                                                      | 2544(+2,3%)                                                                          | 303(+2%)                                                                             |
| 15-06-2020 | 15-06-2020                                                                           |                                                                                      | 2600(+2,2%)                                                                          | 309(+2%)                                                                             |
| 16-06-2020 | 16-06-2020                                                                           |                                                                                      | 2665(+2,5%)                                                                          | 318(+2,9%)                                                                           |
| 17-06-2020 | 17-06-2020                                                                           |                                                                                      | 2741(+2,9%)                                                                          | 328(+3,1%)                                                                           |
| 18-06-2020 | 18-06-2020                                                                           |                                                                                      | 2820(+2,9%)                                                                          | 338(+3%)                                                                             |
| 19-06-2020 | 19-06-2020                                                                           |                                                                                      | 2910(+3,2%)                                                                          | 351(+3,8%)                                                                           |
| 20-06-2020 | 20-06-2020                                                                           |                                                                                      | 3006(+3,3%)                                                                          | 363(+3,4%)                                                                           |
| 21-06-2020 | 21-06-2020                                                                           |                                                                                      | 3096(+3%)                                                                            | 373(+2,8%)                                                                           |
| 22-06-2020 | 22-06-2020                                                                           |                                                                                      | 3191(+3,1%)                                                                          | 379(+1,6%)                                                                           |
| 23-06-2020 | 23-06-2020                                                                           |                                                                                      | 3351(+5%)                                                                            | 384(+1,3%)                                                                           |
| 24-06-2020 | 24-06-2020                                                                           |                                                                                      | 3554(+6,1%)                                                                          | 393(+2,3%)                                                                           |
| 25-06-2020 | 25-06-2020                                                                           |                                                                                      | 3706(+4,3%)                                                                          | 403(+2,5%)                                                                           |
| 26-06-2020 | 26-06-2020                                                                           |                                                                                      | 3841(+3,6%)                                                                          | 413(+2,5%)                                                                           |
| 27-06-2020 | 27-06-2020                                                                           |                                                                                      | 4018(+4,6%)                                                                          | 424(+2,7%)                                                                           |
| 28-06-2020 | 28-06-2020                                                                           |                                                                                      | 4177(+4%)                                                                            | 436(+2,8%)                                                                           |
| 29-06-2020 | 29-06-2020                                                                           |                                                                                      | 4265(+2,1%)                                                                          | 448(+2,8%)                                                                           |
| 30-06-2020 | 30-06-2020                                                                           |                                                                                      | 4441(+4,1%)                                                                          | 461(+2,9%)                                                                           |
| 01-07-2020 | 01-07-2020                                                                           |                                                                                      | 4549(+2,4%)                                                                          | 474(+2,8%)                                                                           |
| 02-07-2020 | 02-07-2020                                                                           |                                                                                      | 4631(+1,8%)                                                                          | 487(+2,7%)                                                                           |
| 03-07-2020 | 03-07-2020                                                                           |                                                                                      | 4886(+5,5%)                                                                          | 500(+2,7%)                                                                           |
| 04-07-2020 | 04-07-2020                                                                           |                                                                                      | 5011(+2,6%)                                                                          | 516(+3,2%)                                                                           |
| 05-07-2020 | 05-07-2020                                                                           |                                                                                      | 5110(+2%)                                                                            | 532(+3,1%)                                                                           |
| 06-07-2020 | 06-07-2020                                                                           |                                                                                      | 5259(+2,9%)                                                                          | 547(+2,8%)                                                                           |
| 07-07-2020 | 07-07-2020                                                                           |                                                                                      | 5415(+3%)                                                                            | 562(+2,7%)                                                                           |
| 08-07-2020 | 08-07-2020                                                                           |                                                                                      | 5580(+3%)                                                                            | 578(+2,8%)                                                                           |
| 09-07-2020 | 09-07-2020                                                                           |                                                                                      | 5739(+2,8%)                                                                          | 594(+2,8%)                                                                           |
| 10-07-2020 | 10-07-2020                                                                           |                                                                                      | 5926(+3,3%)                                                                          | 610(+2,7%)                                                                           |
| 11-07-2020 | 11-07-2020                                                                           |                                                                                      | 6117(+3,2%)                                                                          | 626(+2,6%)                                                                           |
| 12-07-2020 | 12-07-2020                                                                           |                                                                                      | 6276(+2,6%)                                                                          | 641(+2,4%)                                                                           |
| 13-07-2020 | 13-07-2020                                                                           |                                                                                      | 6385(+1,7%)                                                                          | 657(+2,5%)                                                                           |
| 14-07-2020 | 14-07-2020                                                                           |                                                                                      | 6661(+4,3%)                                                                          | 672(+2,3%)                                                                           |
| 15-07-2020 | 15-07-2020                                                                           |                                                                                      | 6826(+2,5%)                                                                          | 707(+5,2%)                                                                           |
| 16-07-2020 | 16-07-2020                                                                           |                                                                                      | 6954(+1,9%)                                                                          | 737(+4,2%)                                                                           |
| 17-07-2020 | 17-07-2020                                                                           |                                                                                      | 7073(+1,7%)                                                                          | 769(+4,3%)                                                                           |
| 18-07-2020 | 18-07-2020                                                                           |                                                                                      | 7165(+1,3%)                                                                          | 797(+3,6%)                                                                           |
| 19-07-2020 | 19-07-2020                                                                           |                                                                                      | 7358(+2,7%)                                                                          | 817(+2,5%)                                                                           |
| 20-07-2020 | 20-07-2020                                                                           |                                                                                      | 7475(+1,6%)                                                                          | 831(+1,7%)                                                                           |
| 21-07-2020 | 21-07-2020                                                                           |                                                                                      | 7576(+1,4%)                                                                          | 850(+2,3%)                                                                           |
| 22-07-2020 | 22-07-2020                                                                           |                                                                                      | 7813(+3,1%)                                                                          | 882(+3,8%)                                                                           |
| 23-07-2020 | 23-07-2020                                                                           |                                                                                      | 8062(+3,2%)                                                                          | 917(+4%)                                                                             |
| 24-07-2020 | 24-07-2020                                                                           |                                                                                      | 8322(+3,2%)                                                                          | 952(+3,8%)                                                                           |
| 25-07-2020 | 25-07-2020                                                                           |                                                                                      | 8503(+2,2%)                                                                          | 979(+2,8%)                                                                           |
| 26-07-2020 | 26-07-2020                                                                           |                                                                                      | 8729(+2,7%)                                                                          | 1009(+3,1%)                                                                          |
| 27-07-2020 | 27-07-2020                                                                           |                                                                                      | 8881(+1,7%)                                                                          | 1032(+2,3%)                                                                          |
| 28-07-2020 | 28-07-2020                                                                           |                                                                                      | 9083(+2,3%)                                                                          | 1064(+3,1%)                                                                          |
| 29-07-2020 | 29-07-2020                                                                           |                                                                                      | 9283(+2,2%)                                                                          | 1092(+2,6%)                                                                          |
| 30-07-2020 | 30-07-2020                                                                           |                                                                                      | 9527(+2,6%)                                                                          | 1127(+3,2%)                                                                          |
| 31-07-2020 | 31-07-2020                                                                           |                                                                                      | 9767(+2,5%)                                                                          | 1161(+3%)                                                                            |
| 01-08-2020 | 01-08-2020                                                                           |                                                                                      | 10 223(+4,7%)                                                                        | 1193(+2,8%)                                                                          |
| 02-08-2020 | 02-08-2020                                                                           |                                                                                      | 10 438(+2,1%)                                                                        | 1223(+2,5%)                                                                          |
| 03-08-2020 | 03-08-2020                                                                           |                                                                                      | 10 575(+1,3%)                                                                        | 1251(+2,3%)                                                                          |
| Observaciones: - El «# de casos» diario se refiere al total de casos confirmados activos en el estado, y no incluye las cifras de recuperaciones y muertes. - El número entre paréntesis indica el porcentaje de incremento de casos con respecto al día anterior. |                                                                                      |                                                                                      |                                                                                      |                                                                                      |

### Marzo de 2020
El 13 de marzo se confirmó el primer caso en una mujer de 57 años que había viajado a España. Luego retornó en un vuelo de Madrid a Cancún y posteriormente llegó hasta Mérida por carretera.
El 17 de marzo se suspendieron las clases oficialmente en todos los niveles educativos, al igual que las actividades del equinoccio de primavera en el sitio arqueológico maya de Chichén Itzá, según lo anunció el gobernador del estado de Yucatán, Mauricio Vila Dosal.
El 24 de marzo, un profesor yucateco de 72 años murió en Cusco, Perú a causa de la Covid-19. Había ido a una misión clerical en esa ciudad peruana junto a su esposa de 80 años, quien fue transportada desde Perú junto con los restos de su esposo, por orden del presidente Andrés Manuel López Obrador según lo anunció el canciller Marcelo Ebrard, en el avión de la Fuerza Área Mexicana, Gulfstream G550, el cual aterrizó el 30 de marzo en el aeropuerto de Mérida.
El 29 de marzo, el gobernador a través de sus redes sociales, advirtió que a la persona que presentara los síntomas de la enfermedad o hubiera sido diagnosticada con el coronavirus y no acatase las medidas de aislamiento para evitar el contagio, se le impondría un castigo de hasta 3 años de cárcel y una multa de hasta 86 mil 800 pesos mexicanos.
El 30 de marzo el gobernador informó que para beneficiar la economía y el ingreso de las familias de todo el estado durante la contingencia, el Gobierno del estado apoyaría con el pago del 100% de la cuota por el servicio de agua potable y recolección de basura correspondiente a dos meses, al igual que con el 50% en sus recibos de luz durante un bimestre a quienes mantuvieran sus consumos hasta 400 kilowatts por hora. Ese mismo día, en un comunicado las autoridades de Yucatán informaron que a solicitud del Gobierno Federal y de la Embajada Británica en México, se permitiría por razones humanitarias el desembarco del crucero Marella Explorer II que tenía a bordo a un ciudadano británico de 70 años que se encontraba en estado crítico de salud para ser atendido de urgencia en un hospital. Se informó que haciendo cumplir las leyes internacionales marítimas y de sanidad, el Gobierno del Estado de Yucatán estableció que el crucero permaneciera frente a las costas de Yucatán, a 10 kilómetros, sin tocar puerto y que no se le permitiría a ningún otro pasajero descender del crucero.
Para el último día de marzo, ya había 50 casos positivos acumulados y aún no se registraban defunciones.

### Abril de 2020
El 3 de abril de 2020 se registraron los primeros dos fallecimientos. Se trató de un hombre de 36 años que tenía obesidad como antecedente y del hombre británico de 70 años a quien se le había permitido desembarcar del crucero Marella Explorer II el 30 de marzo.
El 9 de abril se decretó la ley seca con vigencia hasta el día 30 de ese mismo mes.
El 22 de abril y poco después de anunciarse la Fase 3 de la contingencia por el COVID-19 por parte de las autoridades federales, el gobierno del estado extremó medidas de cuidado en materia de comercio y en la población para evitar el incremento de contagios de COVID-19 y anunció que el uso de cubrebocas sería obligatorio, que solo se permitiría una persona por automóvil advirtiendo que el negocio que no cumpliera con la disposición sería clausurado, y las personas sancionadas.
Para el último día de abril, ya había 448 casos positivos acumulados y se registraban 26 defunciones.

### Mayo de 2020
Se decretó que la ley seca se extendería hasta el 15 de mayo.
El 17 de mayo se anunció que el Centro de Convenciones Yucatán Siglo XXI ya se encontraba listo como hospital temporal habilitado para la atención exclusiva de pacientes con COVID-19, con una capacidad de 490 camas.
Para el último día de mayo, ya había 1,837 casos positivos acumulados y se registraban 208 defunciones.

### Junio de 2020
La ley seca se levantó oficialmente el 1 de junio, pero con restricciones.
El 4 de junio, el gobernador Vila Dosal anunció que el 8 de junio se empezaría con la ola 1 de reactivación económica en el estado, proceso que estaría dividido en 3 fases que se implementarían de acuerdo al semáforo nacional.
El 8 de junio se empezó con la ola 1 de reactivación económica de Yucatán. Ese mismo día, los paraderos del transporte público de la ciudad de Mérida se reubicaron en diferentes puntos.
Para el último día de junio, ya había 4,441 casos positivos acumulados y se registraban 461 defunciones.

### Julio de 2020
El 10 de julio, el subsecretario de prevención y promoción de la salud a nivel nacional Hugo López-Gatell Ramírez advirtió de un rebrote en el estado de Yucatán y urgió a la sociedad yucateca a controlar el repunte de casos que se estaban presentando mayormente en la ciudad capital.
El 13 de julio el Centro de Convenciones Yucatán Siglo XXI recibió a los primeros pacientes con COVID-19 desde el Hospital Regional de Alta Especialidad y el Hospital O'Horán.
El 15 de julio y ante la incontrolable alza de contagios, el gobierno ordenó un toque de queda, la reinstauración de la ley seca hasta el 15 de agosto, canceló la circulación vial de las 22:30 y hasta las 5 de la mañana y anunció el cierre de negocios no esenciales.
Para el último día de junio, ya había 12,356 casos positivos acumulados y se registraban 461 defunciones.

### Agosto de 2020
El 4 de agosto durante el Foro Político de Alto Nivel sobre Desarrollo Sostenible, la Organización de las Naciones Unidas reconoció con el Premio a la Solidaridad  en Acción a la iniciativa “Yucatán Solidario” cuyo objetivo era hacer frente a la pandemia, siendo la única que involucra la cooperación entre los sectores social, económico y público en el país.

### Enero de 2021
El 12 de enero llegaron a Yucatán las primeras vacunas contra la COVID-19. Ese día, un avión Lockheed C-130 Hercules de la Fuerza Aérea Mexicana arribó a la Base Aérea Militar n.º 8, al sur de la ciudad de Mérida, con un cargamento de 9,750 vacunas de Pfizer para la COVID-19 que a partir del día siguiente se destinaron al personal de salud de áreas covid en una primera etapa de vacunación.

### Abril de 2021
El 22 de abril y tras 10 meses de mantenerse en naranja, el semáforo epidemiológico estatal cambió a amarillo debido a la disminución de los contagios y el avance de la vacunación, por lo que el gobernador de Yucatán anunció nuevas medidas con el fin de reducir las restricciones y así ayudar a la paulatina reactivación económica del estado.

### Junio de 2021
El 17 de junio el gobierno gobierno del estado informó que el semáforo estatal volvió a naranja debido a un repunte de casos que coincidió con la temporada de elecciones estatales de Yucatán de 2021.

### Noviembre de 2021
El 18 de noviembre el semáforo estatal cambió a verde por primera vez desde el inicio de la pandemia, levántandose todas las restricciones que se habían impuesto anteriormente.

## Controversias

### Seguro de desempleo
Entre las medidas del gobierno para mitigar los efectos de la pandemia en el estado, se encontraba el de un seguro de desempleo que apoyaría la economía de los yucatecos que habían perdido su fuente de ingresos a causa de la contingencia sanitaria y la de aquellos que no tenían empleo o trabajaban por su propia cuenta. El apoyo por desempleo significaba el pago de $2 mil 500 MXN mensuales por beneficiario por núcleo familiar para gente entre 18 y 65 años de edad. Sin embargo, ante la saturación del sitio web que se puso a disposición de la ciudadanía a partir del 6 de abril, tan solo 24 horas después el gobierno anunció el cierre de sus ventanillas virtuales para la tramitación de los apoyos del programa, lo que llevó a cientos de desesperados yucatecos que no lograron meter su solicitud a protestar a las puertas del palacio. Días después, al publicarse en los diferentes medios de comunicación y en el portal oficial las listas de los beneficiarios, las redes sociales ardieron en indignación al descubrirse en ellas los nombres de acaudalados empresarios, líderes sindicales y partidistas, y hasta funcionarios públicos que fueron públicamente denunciados y exhibidos. Se atribuyó la culpa a los inexpertos funcionarios del gabinete del gobernador Vila Dosal que reemplazaron a los antiguos funcionarios del gobierno anterior. Ante toda esta situación, el gobernador dio órdenes de detectar los casos de las personas que se hubieran inscrito dolosamente alterando u ocultando información que les permitiera recibir el beneficio sin necesitarlo y se reasignara el apoyo a otras personas que participaron en el proceso de solicitud y no pudieron recibirlo.

### Captura de datos
El 23 de marzo el secretario de salud de Yucatán, Mauricio Sauri Vivas, reconoció una diferencia de cifras relacionadas con casos positivos de COVID-19 entre su estado y la Secretaría de Salud Federal, luego que el ayuntamiento a su cargo, en coordinación con la Secretaría de Salud de Yucatán, aplicara más de 100 pruebas a comerciantes de dos mercados locales de los cuales 47 resultaron positivos y solo 5 fueron contabilizados por la SSa a nivel federal. Asimismo, el gobernador de la entidad dijo que el 8 de junio se empezaría con la ola 1 de reactivación económica en el estado ya que los datos de las autoridades federales no coincidían pues la información con la que los elaboraron no se encontraba actualizada ni tomaba en cuenta los esfuerzos adicionales que se habían hecho en Yucatán para ampliar la capacidad hospitalaria, así que se determinó que las decisiones en Yucatán no fueran tomadas desde la Ciudad de México, sino que fuesen los propios expertos yucatecos quienes las tomaran en el estado, anunciando así el inicio de la reactivación económica.

### Reactivación económica
Fue ampliamente criticada la decisión del gobernador de empezar con la ola 1 de reactivación económica de Yucatán al cambiar de alerta roja a alerta naranja, permitiendo a la gente salir a las calles y la reapertura de diversos negocios supuestamente con el único fin de favorecer a sus colegas empresarios y comerciantes puesto que Vila también es empresario. Todo eso motivó en días posteriores un relajamiento en las medidas de seguridad que incrementaron los números de contagios y de muertes que se venían manteniendo a la baja.

### Toque de queda
Después de que el gobernador del estado ordenara entre otras medidas el toque de queda el 15 de julio, un colegio de abogados dijo que se abocarían a la tarea de analizar qué tan legal o ilegal era esa medida tomada por el gobierno ya que, al menos al anunciarse, no se dieron a conocer los sustentos legales para aplicarla. La Constitución Política de los Estados Unidos Mexicanos al respecto establece:

«En los casos de invasión, perturbación grave de la paz pública, o de cualquier otro que ponga a la sociedad en grave peligro o conflicto, solamente el Presidente de los Estados Unidos Mexicanos, con la aprobación del Congreso de la Unión o de la Comisión Permanente cuando aquel no estuviere reunido, podrá restringir o suspender en todo el país o en lugar determinado el ejercicio de los derechos y las garantías que fuesen obstáculo para hacer frente, rápida y fácilmente a la situación; pero deberá hacerlo por un tiempo limitado, por medio de prevenciones generales y sin que la restricción o suspensión se contraiga a determinada persona. Si la restricción o suspensión tuviese lugar hallándose el Congreso reunido, éste concederá las autorizaciones que estime necesarias para que el Ejecutivo haga frente a la situación; pero si se verificase en tiempo de receso, se convocará de inmediato al Congreso para que las acuerde.».
Artículo 29.o de la Constitución

## Semáforo
Rojo: Se permitirán únicamente las actividades económicas esenciales.
     Naranja: Además de las actividades económicas esenciales, se permitirá que las empresas de las actividades económicas no esenciales trabajen con el 30% del personal para su funcionamiento y se abrirán los espacios públicos abiertos con un aforo (cantidad de personas) reducido.
     Amarillo: Todas las actividades laborales están permitidas. El espacio público abierto se abre de forma regular, y los espacios públicos cerrados se pueden abrir con aforo reducido.
     Verde: Se permiten todas las actividades, incluidas las escolares.
Actualmente, Yucatán se encuentra en semáforo verde.